# Джерело № 1 (Чорноголова)
Джерело № 1 — гідрологічна пам'ятка природи місцевого значення в Україні. Розташована на території Ужгородського району Закарпатської області, на схід від села Чорноголова.
Площа — 0,5 га. Статус отриманий у 1984 році. Перебуває у віданні ДП «В. Березнянське ЛГ» (Чорноголівське лісництво, квартал 2, виділ 22).
Вода вуглекисла, гідрокарбонатно-хлоридно-натрієво-магнієво-кальцієва. Заг. мінералізація — 0,8 г/л. Для лікування захворювань органів травлення.